# Томашевский, Всеволод Брониславович
Всеволод Брониславович Томашевский (13 (25) сентября 1891, Санкт-Петербург, Российская империя — 14 февраля 1927, Ленинград, СССР) — советский учёный и общественный деятель, филолог, один из представителей Петербургской/Петроградской/Ленинградской лингвистической школы.

## Биография

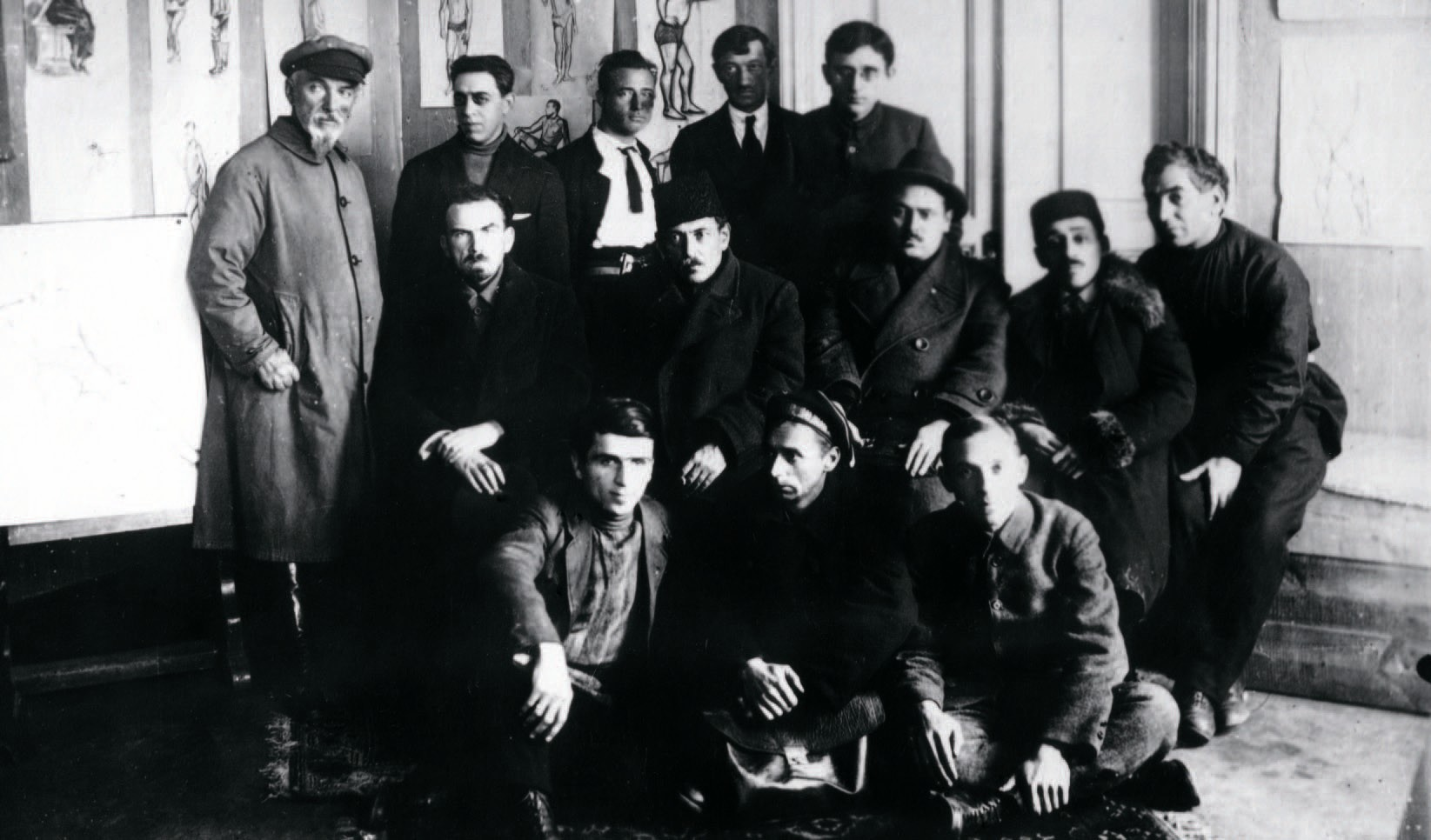
В. Б. Томашевский, Н. Нариманов и Д. Буниатзаде с группой педагогов художественной студии. Баку, 1921 год

Родился в семье старшего ординатора больницы Святого Николая Чудотворца, доктора медицины Б. В. Томашевского (1850—1908) в Санкт-Петербурге и его жены Веры Ивановны (урождённой Цветковой), писательницы, переводчицы и сотрудницы журнала «Мир божий». В 1909 году поступил на историко-филологический факультет Санкт-Петербургского университета, где специализировался на кафедре общего языкознания и санскритского языка у И. А. Бодуэна де Куртенэ и Л. В. Щербы.
В студенческие годы Всеволод Томашевский включился в революционную деятельность; в 1914 году, ещё до окончания университета, вступил в большевистскую партию. Участник Гражданской войны, был комиссаром Волжско-Каспийской флотилии. После того как Красная армия в 1920 году заняла Баку, Томашевский был назначен заместителем народного комиссара просвещения Азербайджана, преподавал в Бакинском университете.
С июня 1926 по февраль 1927 года — ректор Ленинградского университета, первый коммунист, возглавивший университет. Скоропостижно скончался 14 февраля 1927 года, похоронен на Казачьем кладбище Александро-Невской лавры.

## Личная жизнь
Был дважды женат: на Клавдии Сигизмундовне Либрович (дочь писателя С. Ф. Либровича) и Светлане Михайловне Владимировой.
Имел одного сына. 